# Mycetobia stonei
Mycetobia stonei är en tvåvingeart som beskrevs av Lane och Andretta 1958. Mycetobia stonei ingår i släktet Mycetobia och familjen fönstermyggor.
Artens utbredningsområde är Costa Rica. Inga underarter finns listade i Catalogue of Life.